# 河口湖ユースホステル
河口湖ユースホステル（かわぐちこユースホステル）は、かつて日本ユースホステル協会に加盟していた山梨県のユースホステル。
2013年12月31日に閉館した。跡地はウエルシア河口湖船津店になった。

## 設備
- 個人や小グループに適している
- 団体の利用に適している
- グループで一室利用可
- 駐車場あり
- 駐輪場あり
- 洗濯機あり
- 乾燥機あり
- 荷物預かりあり
- 全室禁煙
- 英語による予約可
- 周辺にスポーツ施設あり
- 周辺に温泉あり
- レンタサイクルあり
- 身体障害者向け設備あり

## 休館
11月6日～3月19日

## アクセス
- 富士急行線河口湖駅より徒歩8分